# Familjen (samfund)
Familjen (eng. The Family), tidigare Guds barn (eng. Children of God) och The Family of love  är en nyandlig rörelse, ofta betraktad som en sekt. Rörelsen grundades i Kalifornien 1968 av amerikanen David Brandt Berg (kallad Moses David, född 1919 och avliden 1994). Senare blev hans änka, Karen Zerby (född 1946), gruppens ledare . "Revolution for Jesus" var David Bergs tidiga slagord. Gruppen kom till Sverige i början av 1970-talet och fick medias uppmärksamhet 1973/1974, då de förutspådde världens, och i synnerhet USA:s, snara undergång, på grund av kometen Kohoutek. Samma år började sektens kvinnliga medlemmar prostituera sig, genom att aktivt ta sexuella kontakter med män i syfte att värva dem till rörelsen. De barn med okända fäder som kom till på detta sätt kallades "jesusbarn". Denna metod att värva nya medlemmar, även kallad "flirty fishing", upphörde 1987.
Mellan 1972 och 1975 fanns medlemmar i rörelsen vid Vilans Gästhem i Skillingmark i västra Värmland. Ägaren Edith Wirén upplät gästhemmet hyresfritt mot att gruppen svarade för de löpande utgifterna. Gästhemmet användes som träningsläger och som behandlingshem för missbrukare. Edith Wirén upplät gästhemmet av rent idealistiska skäl, men tvingade medlemmarna att flytta om de inte tog avstånd från ledaren Moses David. Hon ansåg honom vara en "irrlärare", vars skrifter var fyllda med "hat och grovheter". Vid denna  tid fick rörelsen en hel del negativ publicitet i svensk tv och tidningar.
Familjen är idag aktiv i mycket liten skala. Det har rapporterats om att det råder sträng hierarki bland medlemmarna, där beteende som avviker från normen är straffbart. Sekten tror sig vara utvald och att den är jordens sista chans att nå frälsning före domedagen. Ordspråksboken 13:24 - "Den som spar på riset hatar sin son, den som älskar honom fostrar i tid." - används som ursäkt för att aga barn och att underkasta dem sektens regler och tankar.
Skådespelarna River Phoenix och Joaquin Phoenix växte upp i sekten. Jeremy Spencer, gitarrist i Fleetwood Mac 1967–1971, är medlem sedan 1971.

## Övergrepp mot barn och andra sexanklagelser
Sexuellt umgänge med barn och rätten till "fri sex" är centrala delar av sektens dogm. All form av "fri sex", inklusive incest, ska tillåtas inom rörelsen. Familjen förespråkar att kvinnor skall ha mycket sex för att få många barn, och enligt avhoppare från rörelsen har sexuella övergrepp mot barn förekommit. Detta bekräftas också i boken De oskuldsfulla, skriven av tre kvinnor som vuxit upp i Familjen.

### Ricky Rodriguez
Ricky Rodriguez som växt upp i sekten mördade 2005 en sektmedlem, som hämnd för de sexuella övergrepp han som barn utsattes för av sekten. Det var efter denna händelse som sekten bytte namn.

## Fotnoter
1. ↑  Världens och i synnerhet USA:s snara undergång
2. ↑  Norlén, Nils (24 februari 1975). ”Ultimatum i Skillingsfors: Tar ni inte avstånd från Moses David får ni flytta!”. Arvika Nyheter. Läst 23 december 2019.
3. ↑  ”The hippie Christian cult that encouraged sex with children is still around today”. Arkiverad från originalet den 31 maj 2017. https://web.archive.org/web/20170531075434/https://timeline.com/children-of-god-5245a45f6a2a. Läst 6 december 2018.
4. ↑  ”Berg on Pedophilia”. xFamily.org wiki. http://xfamily.org/index.php/Berg_on_Pedophilia.
5. ↑  ”The Little Girl Seduced in the Name of God”. Evening Standard. 9 mars 2005. Arkiverad från originalet den 19 mars 2005. https://web.archive.org/web/20050319161650/http://www.rickross.com/reference/family/family36.html.
6. ↑  Jones, Celeste; Jones Kristina, Buhring Juliana (2007). De oskuldsfulla: [tre systrars berättelse om sin uppväxt i den religiösa sekten Familjen och om deras flykt från detta liv]. En sann historia. Översättning: Lars Olov Skeppholm. Malmö: Bra böcker. Libris 10342412. ISBN 978-91-7002-494-8
7. ↑  ”Story of Davidito”. The Family International / Children of God (xFamily.org). 2008-09-01. http://www.xfamily.org/index.php/Story_of_Davidito.